# Murina harrisoni
Murina harrisoni — вид ссавців родини лиликових.

## Проживання, поведінка
Країна поширення: Камбоджа. Цей вид відомий тільки по національному парку на півдні Камбоджі. Зразки були зібрані в напівзеленому галерейному лісі.

## Загрози та охорона
Загрози для цього виду не відомі. Був зібраний у двох національних парках.